# Henri Carot
Henri Alexandre Marie Carot, né le 25 octobre 1850 à Paris et mort à Paris 14e le 2 mai 1919, est un peintre verrier français.

## Parcours
Élève à l’École des arts décoratifs, Henri Carot exécuta des verrières et vitraux religieux et civils.
Il était l'ami du peintre Charles Lebayle. Il réalisa plusieurs œuvres sur des cartons d'Albert Besnard.

## Œuvres
- 1890 : Les Cygnes sur le Lac d'Annecy, carton de Besnard transcrit en verrière par Henri Carot, pour le vestibule de l'hôtel particulier du peintre Henry Lerolle au 20 avenue Duquesne, offert en 1938 au musée des Arts décoratifs par les fils de l'artiste et attribué au musée d'Orsay depuis 1981 section Art nouveau
- 1894 : verrière de Sainte Philomène, d'après des cartons d'Henry Lerolle, église Saint-Gervais-Saint-Protais, Paris.
- Vitraux de Chapelle Notre-Dame-de-Consolation de Paris
- 1895 : Les Paons, carton de Besnard transcrit par Carot à la forme d'une baie cintrée dans des dimensions supérieures à celle de l'École de pharmacie, exposée au Salon des dissidents de 1895, elle est aujourd'hui dans les réserves du musée des Arts décoratifs. Le vitrail est exposé au Petit Palais dans le cadre de l'exposition Paris 1900, la Ville Spectacle (2 avril au 17 août 2014)
- 2e moitié XIXe siècle : Thibaud de Marly', saint Louis, saint Antoine, sainte Hélène,  Église Saint-Vigor (Marly-le-Roi), d'après les dessins d'Émile Hirsch[5]
- 1905 : série de trois vitraux du chœur dans l'église Saint-Germain de Dommerville à Angerville (Essonne), réalisés en collaboration avec le maître verrier chartrain Charles Lorin, inscrits à titre d'objets monuments historiques[6].
- Fin des années 1900 : vitraux de l'église du Cœur-Immaculé-de-Marie de Suresnes[7].